# 蟾蜍
蟾蜍俗称癞蛤蟆，又名“𧐶”（音同“戚”），是两栖纲無尾目下一部分四足脊椎动物的俗称，通常泛指任何皮肤不光滑有疙瘩隆起的蛙类。大部分蟾蜍耳后有毒液腺，其分泌物可以制作中药“蟾酥”，此外自然脱落的表皮即是中药“材蟾衣”。
全世界大约有250种蟾蜍，分布在除了澳大利亚、南极洲和马达加斯加岛等海岛以外的全球各地，但澳大利亚也在20世纪中期从南美洲引入了甘蔗蟾蜍以至于其变成了入侵物种。与其它需要接近水体的半水生蛙类不同，大部分蟾蜍生活在陆地上的阴暗潮湿处（比如地洞）。

## 習性
蟾蜍虽然在陆地生活，但产卵时必须找一个合适的水塘，雄性负责寻找合适的水体，雌性被其叫声吸引，体外受精，卵在水中发育成蝌蚪。
以水藻为食，成体捕食昆虫、蜗牛等，一般为夜行性动物，白天躲在泥洞、草丛里，傍晚出来活动。冬季在泥底冬眠。
负子蟾产卵带弯曲到背上，将卵产于海绵状背部软化皮肤的小窝中孵化，经过蝌蚪阶段，直到成为幼体后才离开母体。

## 藥用
蟾蜍在很早之前就是藥引。《本草綱目》載“蟾蜍入阳明经，退虚热，行湿气，杀虫，为疳病、痈疽、诸疮要药也。”沈约《宋書》載：“張收嘗為猘犬所傷。食蝦蟆鱠而愈。”
但蟾蜍亦有毒性，中毒者多因将蟾蜍误作青蛙食用或煮食不当而中毒，进食蟾蜍的皮肤、肢爪、肝、卵巢或卵等也可发生中毒；有按民间流传偏方内服蟾蜍治病而致中毒。

## 文化
台灣沿用古字俗稱“癩蝦蟆”，中國大陸現今則使用同音不同字的“癩蛤蟆”。
「癩蝦蟆想吃天鵝肉」是一句俗語，《水浒传》《紅樓夢》以及《鏡花緣》都提過。
由于中国古代传说中，月亮上有蟾蜍，所以蟾蜍在古文中常被用来指代月亮。
在英國小說哈利波特中蟾蜍經常於書中出現，並多時用作魔藥或魔法物品的素材。《哈利波特—消失的密室》中的蛇妖就是將公雞蛋以蟾蜍孵化而生成。

## 延伸阅读
[在维基数据编辑]
 《欽定古今圖書集成·博物彙編·禽蟲典·蟾蜍部》，出自陈梦雷《古今圖書集成》

## 外部連結
- 蟾酥Chansu （页面存档备份，存于）中藥材圖像數據庫（香港浸會大學中醫藥學院）